# گورنگا بلا رکا (زایچار)
گورنگا بلا رکا (به صربی: Gornja Bela Reka) یک روستا در صربستان است که در زایچار واقع شده‌است. گورنگا بلا رکا ۱۸۵ نفر جمعیت دارد.